# لکه کرچی

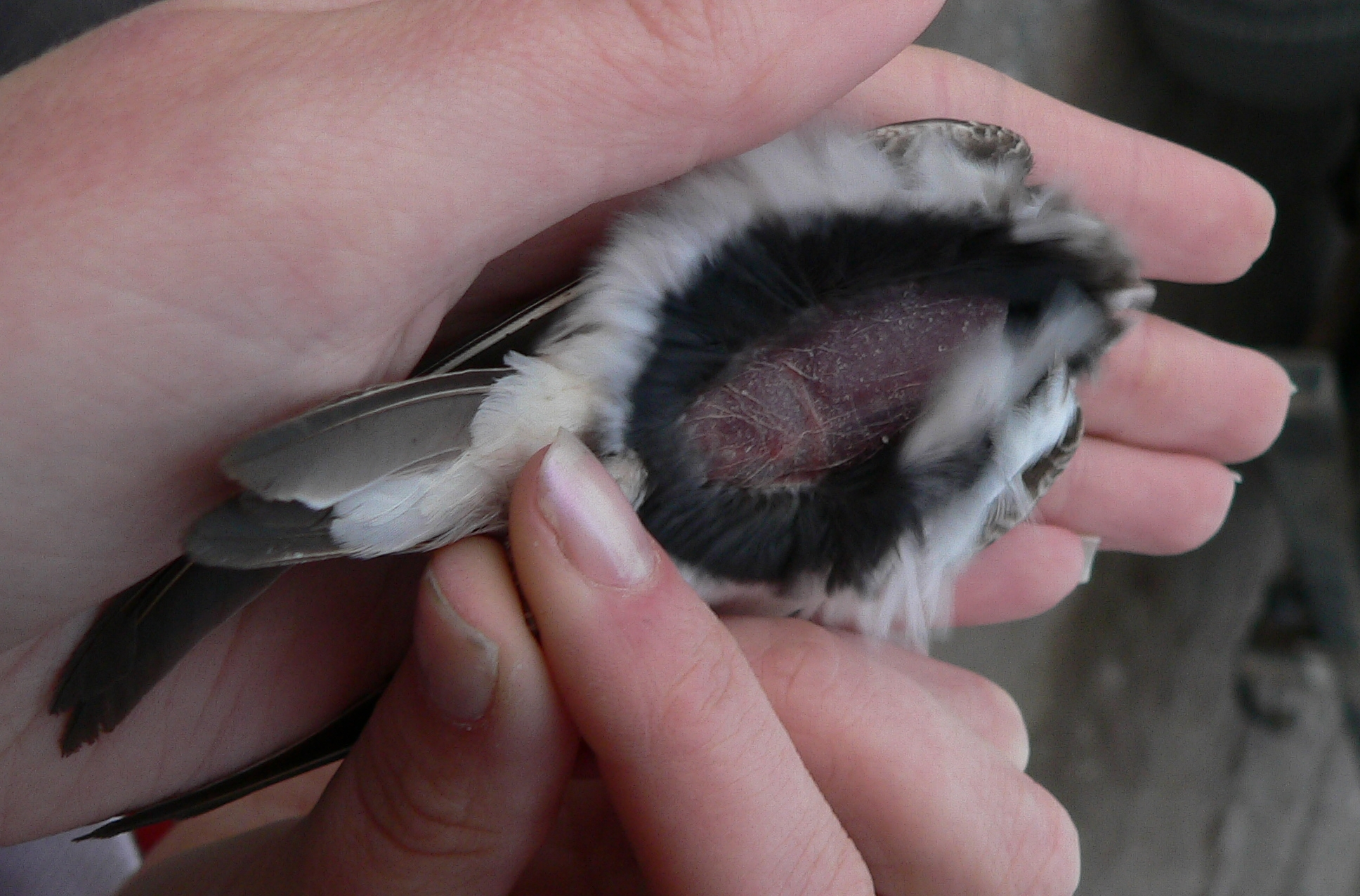
لکه کرچی چلچله رودخانه‌ای

لکه کرچی یا لکه زادآوری (به انگلیسی: Brood patch)، لکه‌ای از پوست بدون پر در زیرتنهٔ پرندگان در طول فصل لانه‌سازی است. پرها به عنوان عایق‌های ذاتی عمل می‌کنند و از جوجه‌کشی کارآمد جلوگیری می‌کنند. پرندگان این معضل تکاملی را با ایجاد لکه‌های اختصاصی برای نوزادان حل کرده‌اند. این لکه از پوست به خوبی با رگ‌های خونی در سطح تأمین می‌شود و امکان انتقال حرارت به تخم‌ها را در زمان جوجه‌کشی فراهم می‌کند. در بیشتر گونه‌ها، پرهای منطقه به‌طور خودکار می‌ریزند، اما مرغابی‌ها و غازها ممکن است پرهای خود را بچینند و از پرهای خود برای پوشاندن لانه استفاده کنند. پرها در پرندگان زودرس پس از جوجه‌ریزی زودتر از پرندگانی که دارای جوانی دیررس هستند رشد می‌کنند.
پس از استقرار در یک لانه، پرندگان به شکل مشخصی از یک سو به سوی دیگر جابجا می‌شوند تا از تماس کامل لکه کرچی با تخم‌ها یا جوجه‌ها اطمینان حاصل شود.